# Station Køge Nord
Station Køge Nord is een overstapstation tussen de spoorlijn Kopenhagen - Køge en de spoorlijn Kopenhagen - Ringsted. Het station werd samen met de spoorlijn Kopenhagen - Ringsted op 31 mei 2019 geopend door kroonprins Frederik. De volgende dag was het station opgenomen in de dienstregeling.  

## Beschrijving
Het station bevindt zich aan weerszijden van de autosnelweg vlak ten noorden van de splitsing richting Falster respectievelijk Jutland. De perrons zijn onderling via een loopbrug over de sporen en de autosnelweg met elkaar verbonden. Aan de oostkant van de autosnelweg liggen twee zijperrons aan de spoorlijn Kopenhagen - Køge ten behoeve van de S-tog.  Aan de westkant van de autosnelweg liggen twee eilandperrons, de binnenste sporen liggen aan de hogesnelheidslijn tussen Kopenhagen en Ringsted, de buitenste sporen zijn een aftakking naar de spoorlijn Roskilde – Næstved via station Køge. Deze sporen sluiten ten noorden van de perrons aan op de hogesnelheidslijn, ten zuiden van de perrons lopen ze onder de autosnelweg en de S-tog door en sluiten daar aan op de lijn Roskilde – Næstved, die hier tot station Køge een eigen tracé parallel aan de S-tog volgt. Het station en de loopbrug zijn ontworpen door COBE, architectenbureau Dissing + Weitling en het adviesbureau COWI. De ligging van het station werd bepaald in overleg met de gemeente Køge.

## Fotogalerij

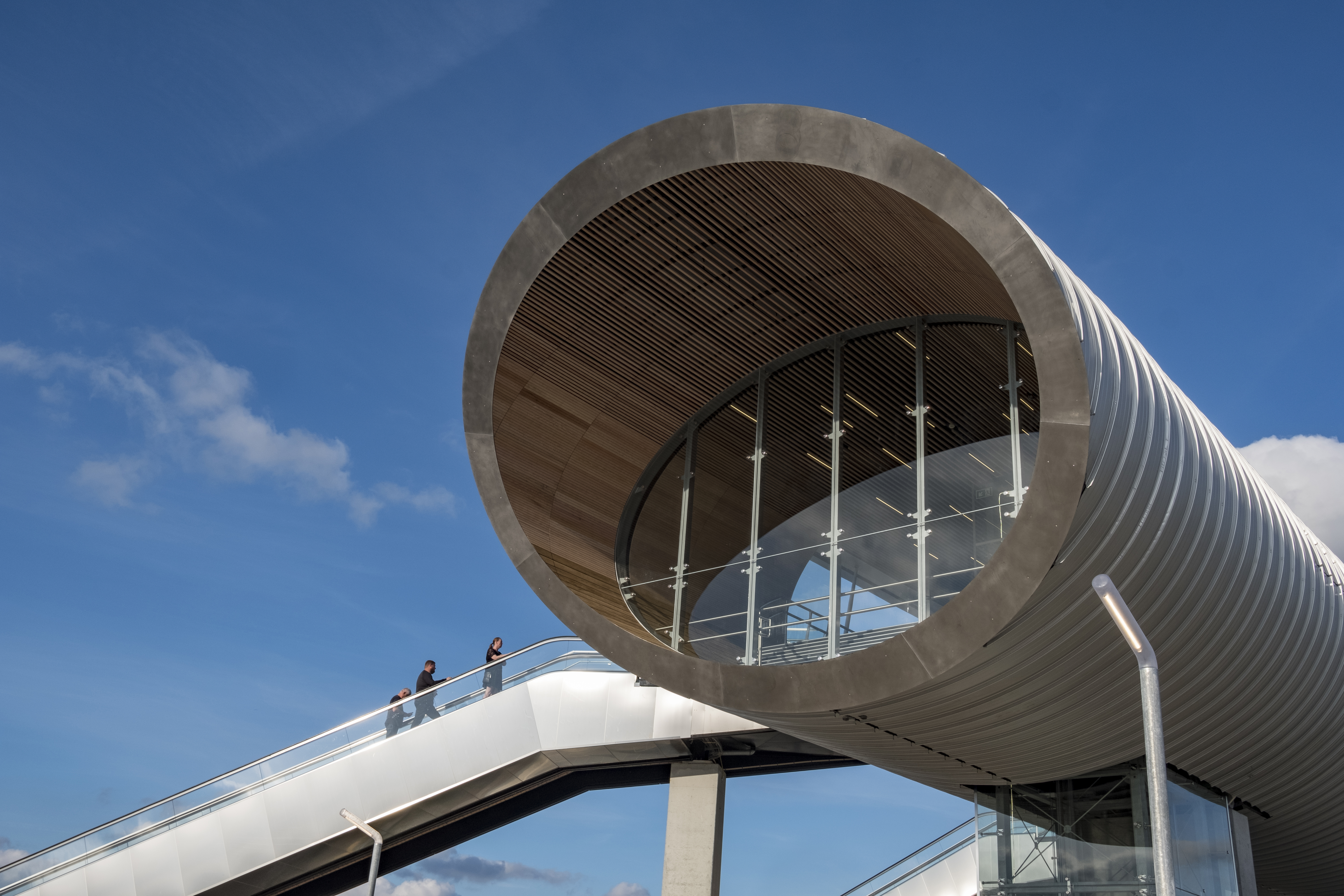
Het westelijke uiteinde van de loopbrug
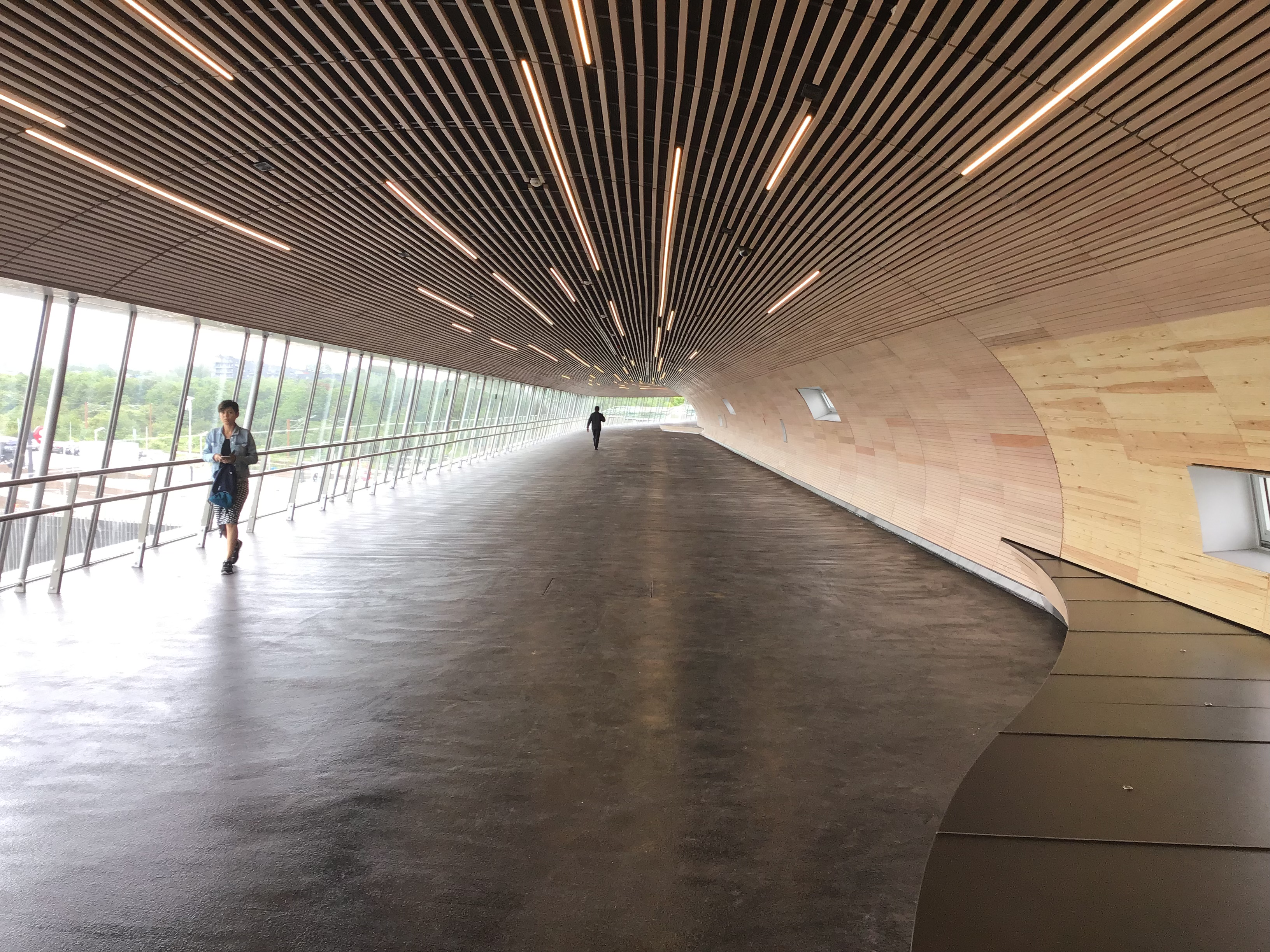
In de loopbrug
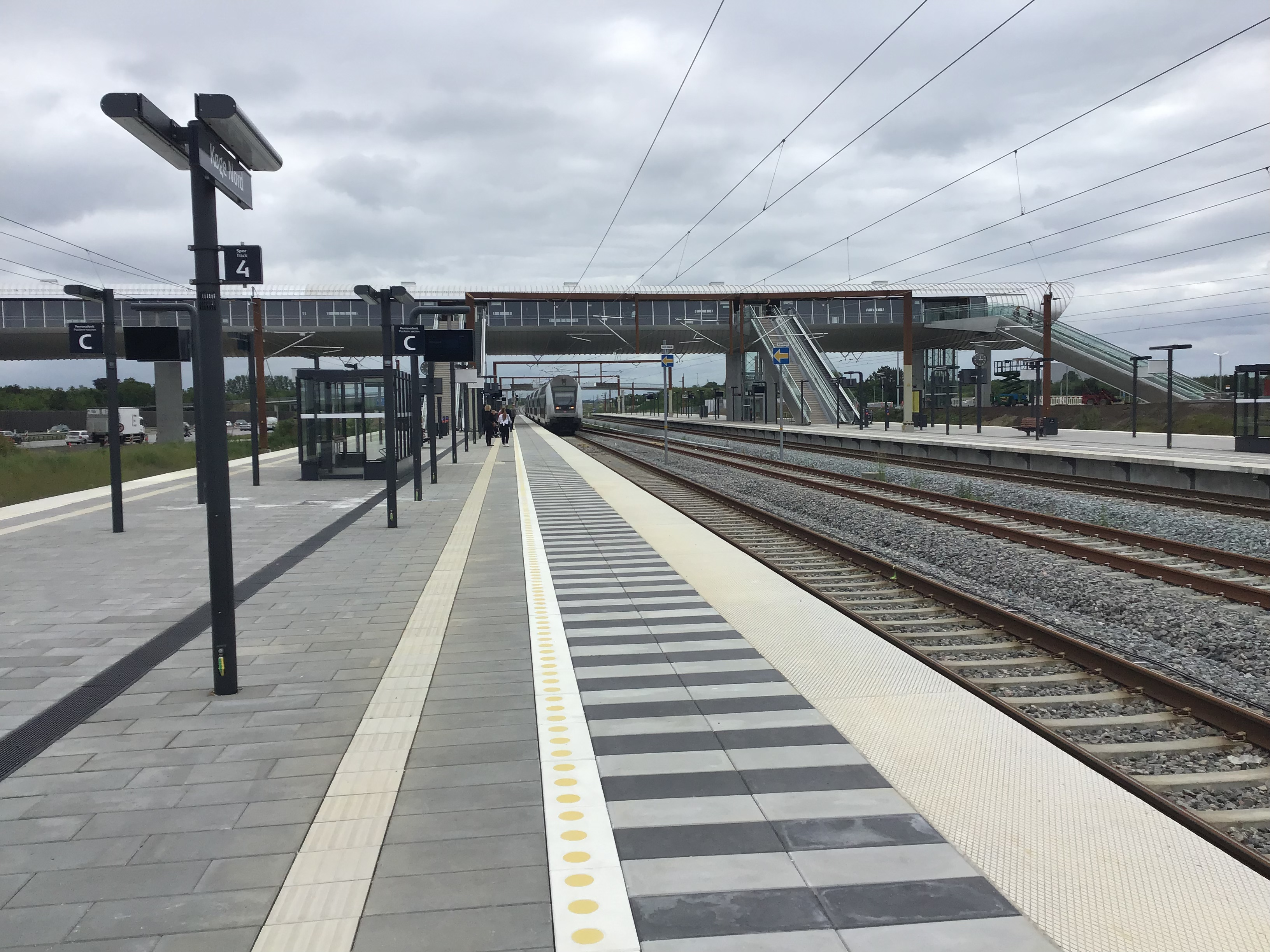
De perrons van de hogesnelheidslijn

Køge · Ølby · Køge Nord · Jersie · Solrød Strand · Karlslunde · Greve · Hundige · Ishøj · Ny Ellebjerg · Sjælør · Sydhavn · Dybbølsbro · København H · Vesterport · Nørreport · Østerport · Nordhavn · Svanemøllen · Hellerup · Bernstorffsvej · Gentofte · Jægersborg · Lyngby · Sorgenfri · Virum · Holte